# Os Bad Boys
Bad Boys (bra/prt: Os Bad Boys) é um filme americano de comédia de ação e policial lançado em 1995, com direção de Michael Bay em sua estreia como diretor, produzido por Don Simpson e Jerry Bruckheimer e protagonizado pelos atores Martin Lawrence e Will Smith. O filme segue os detetives antidrogas de Miami, Marcus Burnett (Lawrence) e Mike Lowrey (Smith), que estão investigando pacotes de heroína roubados de US$ 100 milhões e precisam proteger uma testemunha de assassinato de um traficante internacional de drogas. O elenco ainda conta com Téa Leoni, Tchéky Karyo, Theresa Randle e Joe Pantoliano.
O filme recebeu críticas mistas, mas foi um sucesso comercial, arrecadando US$ 141 milhões em todo o mundo, e gerando três sequências: Bad Boys II (2003), Bad Boys for Life (2020) e Bad Boys: Ride or Die (2024).

## Sinopse
Marcus Burnett (Martin Lawrence) e Mike Lowrey (Will Smith) são dois policiais do departamento de polícia de Miami que devem se juntar para recuperar um carregamento de drogas perdido. Eles contarão com a ajuda de uma testemunha, Julie, porém para isso um terá que se passar pela identidade do outro. Um carregamento de heroína confiscada, avaliada em 100 milhões de dólares, foi simplesmente roubado do depósito

## Elenco
| Personagem          | Ator / Atriz          |
| ------------------- | --------------------- |
| Mike Lowrey         | Will Smith            |
| Marcus Burnett      | Martin Lawrence       |
| Fouchet             | Tchéky Karyo          |
| Capitão Howard      | Joe Pantoliano        |
| Julie Mott          | Téa Leoni             |
| Theresa Burnett     | Theresa Randle        |
| Alison Sinclair     | Marg Helgenberger     |
| Detetive Sanchez    | Nestor Serrano        |
| Jojo                | Michael Imperioli     |
| Francine            | Anna Levine           |
| Max Logan           | Karen Alexander       |
| Lois Fields         | Heather Davis         |
| Yvette              | Maureen Gallagher     |
| Noah, Traficante    | Marc Macaulay         |
| Ferguson            | Vic Manni             |
| Kuni                | Ralph Gonzalez        |
| Chet, o Porteiro    | Saverio Guerra        |
| Hacker Fletcher     | John Salley           |
| Dono do Mercado     | Shaun Toub            |
| Comprador de Drogas | Mario Ernesto Sanchez |

## Recepção
Bad Boys teve recepção mista por parte da crítica especializada. Possui uma classificação de 43% em base de 46 críticas no Rotten Tomatoes.

## Trilha sonora
1. "Shy Guy"- 3:40 (Diana King)
2. "So Many Ways (Bad Boys Version)"- 3:14 (Warren G)
3. "Five O, Five O (Here They Come)"- 3:19 (69 Boyz feat. Devane)
4. "Boom Boom Boom"- 3:51 (Juster)
5. "Me Against the World"- 4:39 (2Pac feat. Dramacydal)
6. "Someone to Love"- 4:34 (Jon B. feat. Babyface)
7. "I've Got a Little Something for You (Radio Version)"- 3:40 (MN8)
8. "Never Find Someone Like You"- 4:30 (Keith Martin)
9. "Call the Police (Marvel/Bonzai Mix)"- 3:44 (Ini Kamoze)
10. "Da B Side"- 3:42 (Da Brat feat. The Notorious B.I.G. & Jermaine Dupri)
11. "Work Me Slow"- 4:06 (Xscape)
12. "Clouds of Smoke"- 4:42 (Call O'Da Wild)
13. "Juke-Joint Jezebel"- 4:09 (KMFDM)
14. "Bad Boys' Reply ('95)"- 3:59 (Inner Circle feat. Tek)
15. "Theme from Bad Boys"- 4:12 (Mark Mancina)
16. "Five O, Five O, (Here They Come) (Hideout House Radio Mix)"-3:39 (69 Boyz feat. K-Nock) (faixa bônus)